# 努尔·阿达德

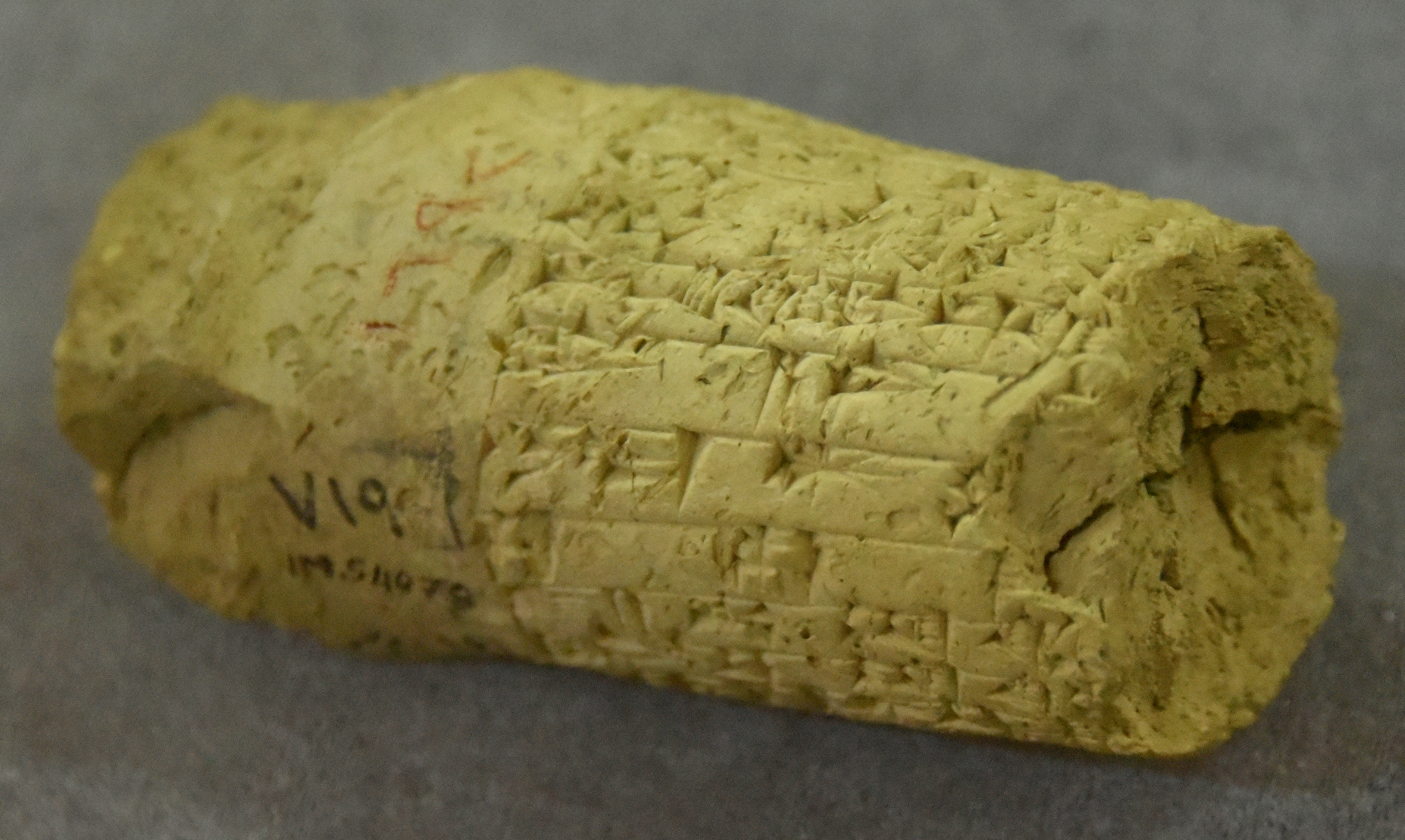

努尔·阿达德 （约公元前1865年—约公元前1850年在位）（英語：Nur-Adad）拉尔萨国王。他向北进行扩张，当幼发拉底河改道时，他开始大规模工程建设，同时重新安置灾民，重建了城市和附近埃利都与乌尔等地的被毁建筑。